# De uønskede
|  | Denne artikel er oprettet af botten Steenthbot ud fra en ekstern database. Den kan derfor have sproglige fejl eller mangler. Denne skabelon kan fjernes efter kontrol af indholdet. |

De uønskede er en dansk dokumentarfilm fra 1989 instrueret af John Anderson, Harald Fuglsang og Søren Skjær.

## Handling
I den ikke-besatte del af Frankrig eksisterede der under krigen en kz-lejr, som tyskerne og franskmændene samarbejdede om. Lejren var oprindelig oprettet under den spanske borgerkrig, men ved krigsudbruddet meldte de spanske mænd sig under de franske faner, og lejren blev i stedet brugt til tyske jøder og mellemeuropæiske flygtninge. Mange af dem tegnede, malede og skrev om deres indtryk. En af lejrens sygeplejersker samlede materialet efter krigen. Filmen bygger på hendes fortælling samt på de gruopvækkende og gribende skildringer i streg og digte, som blev malet og forfattet i lejren.

## Medvirkende
- Elsbeth Kasser